# Clovia janssensi
Clovia janssensi är en insektsart som beskrevs av Victor Lallemand 1941. Clovia janssensi ingår i släktet Clovia och familjen spottstritar. Inga underarter finns listade i Catalogue of Life.